# Just Be Free
Just Be Free – album-demo amerykańskiej wokalistki Christiny Aguilery. Został wydany nakładem wytwórni Warlock Records w sierpniu 2001 roku, a nagrany w latach 1994−1995. Na krążku znajdują się piosenki zarejestrowane przez Aguilerę w wieku piętnastu lat. Artystka zaczęła pracę nad albumem tuż po udziale w telewizyjnym talent show The Mickey Mouse Club, przy kolaboracji producentów z New Jersey, Bobby'ego Allecci, Michaela Browna i Tima Camponeschi. Producenci dali nastolatce możliwość korzystania ze studia nagraniowego, lecz zastrzegli sobie prawa do przyszłego albumu oraz nie wyrazili zgody na jego komercyjną dystrybucję. Mimo to, krążek opublikowano po blisko sześciu latach.
Na płycie znajdują się utwory muzyki pop, wśród nich ballady i kompozycja hiszpańskojęzyczna. Wiele piosenek sięga po aranżację typową dla dance-popu. Celem albumu było zwrócenie uwagi odbiorców na wokal Christiny Aguilery oraz wzbudzenie zainteresowania mainstreamowych wytwórni płytowych. Gdy za sprawą debiutanckiego albumu nagranego dla RCA Records Aguilera odniosła sukces w branży muzycznej, Allecca i Brown postanowili wydać Just Be Free. Nie otrzymali na to zgody ani od wykonawczyni, ani jej managera. Gdy Aguilera dowiedziała się o publikacji, złożyła wniosek o zatrzymanie dalszej dystrybucji, uważając, że nagrania na Just Be Free nie znajdują się na poziomie artystycznym, jaki aktualnie reprezentowała. Zarządcy wytwórni Warlock złożyli własny pozew sądowy, ubiegając się o kontynuowanie dystrybucji. Sprawę umorzono, a płyta-demo pozostała dostępna na rynku. By album nie został uznany za kolejne studyjne wydawnictwo Aguilery, kopie wyposażono w adnotacje zawierające podstawowe informacje o płycie. Just Be Free nie został pozytywnie odebrany przez krytyków muzycznych, którzy w recenzjach zarzucali krążkowi tanią produkcję i mierne teksty utworów. Chwalono natomiast wokale Aguilery. W Stanach Zjednoczonych wyprzedano sto trzydzieści tysięcy egzemplarzy albumu, dzięki czemu zdołał on uplasować się w zestawieniu Billboard 200 (zajął pozycję siedemdziesiątą pierwszą). Album promował wydany niskim nakładem singel promocyjny „Just Be Free”. Oficjalnie opublikowany został tylko w Wielkiej Brytanii, lecz emitowany był także przez światowe stacje radiowe.

## Lista utworów
1. „Just Be Free” (Bob Allecca; Michael Brown; Christina Aguilera) – 3:43
2. „By Your Side” (Bob Allecca; Michael Brown; Christina Aguilera) – 4:07
3. „Move It” (Dance Mix) (Bob Allecca; Michael Brown; Christina Aguilera) – 3:55
4. „Our Day Will Come” (Mort Garson; Bob Hilliard) – 4:05
5. „Believe Me” (Bob Allecca; Michael Brown; Christina Aguilera) – 4:17
6. „Make Me Happy” (LaForest Cope; Michael Brown) – 3:54
7. „Dream a Dream” (Bob Allecca; Michael Brown; Christina Aguilera) – 4:51
8. „Move It” (Bob Allecca; Michael Brown; Christina Aguilera) – 3:44
9. „The Way You Talk to Me” (Bob Allecca; Michael Brown; Christina Aguilera) – 3:37
10. „Running Out of Time” (Bob Allecca; Michael Brown; Christina Aguilera) – 4:05
11. „Believe Me” (Dance Remix) (Bob Allecca; Michael Brown; Christina Aguilera) – 4:36
12. „Just Be Free” (Spanish) (Bob Allecca; Michael Brown; Christina Aguilera) – 3:41

## Twórcy
- Wokale, wokale wspierające: Christina Aguilera
- Producent wykonawczy: Bob Alecca, Michael Brown, Tim Camponeschi
- A&R: Bryan N. Calhoun
- Kierownictwo artystyczne: Amy Knong
- Miksowanie: Eliud „Liu” Ortiz, współpr. Greg Smith
- Mastering: Chris Gehringer